# Kokotac
Kokotac (nokotac, lat. Melilotus), rod jednogodišnjeg i dvogodišnjeg raslinja i grmova iz umjerenog i suptropskog Starog svijeta (Europa, Azija i Afrika). Pripada porodici mahunarki. Cijeli rod trebalo bi kompletno prebaciti u Trigonella (Michael Hassler).
U Hrvatskoj raste oko 10 vrsta.

## Vrste
1. Melilotus albus Medik., bijeli kokotac
2. Melilotus altissimus Thuill., veliki kokotac, visoki kokotac
3. Melilotus dentatus (Waldst. & Kit.) Aiton, zubasti kokotac
4. Melilotus elegans Salzm. ex Ser., lijepi nokotac
5. Melilotus gorkemii Yild.
6. Melilotus graecus (Boiss. & Spruner) Lassen
7. Melilotus hirsutus Lipsky
8. Melilotus indicus (L.) All., indijski kokotac, sitnocvjetni kokotac
9. Melilotus infestus Guss.
10. Melilotus italicus (L.) Lam., talijanski kokotac
11. Melilotus macrocarpus Coss. & Durieu
12. Melilotus officinalis (L.) Lam., ljekoviti ili žuti kokotac
13. Melilotus polonicus (L.) Desr.
14. Melilotus segetalis (Brot.) Ser.,  usjevni kokotac
15. Melilotus serratifolius Täckh. & Boulos
16. Melilotus siculus (Turra) Steud., sicilski kokotac
17. Melilotus speciosus Durieu
18. Melilotus spicatus (Sibth. & Sm.) Breistr., sredozemni nokotac
19. Melilotus suaveolens Ledeb.
20. Melilotus sulcatus Desf., izbrazdani nokotac
21. Melilotus tauricus (M.Bieb.) Ser.
22. Melilotus wolgicus Poir.
23. Melilotus ×haussknechtianus O.E.Schulz
24. Melilotus ×schoenheitianus Hausskn.
25. Melilotus ×scythicus O.E.Schulz